# Madhuca malaccensis
Madhuca malaccensis là một loài thực vật có hoa trong họ Hồng xiêm. Loài này được (C.B.Clarke) H.J.Lam mô tả khoa học đầu tiên năm 1925.